# Heinz Wosipiwo
Heinz Wosipiwo (* 25. Januar 1951 in Sohl) ist ein ehemaliger deutscher Skispringer und nun Trainer am Landesleistungszentrum in Klingenthal.

## Werdegang
Heinz Wosipiwo begann seine Sprunglauf-Karriere unter Trainer Harry Glaß beim SC Dynamo Klingenthal. Seine erste nennenswerte Platzierung errang er bei der Vierschanzentournee 1971/72 mit einem sechsten Platz in Innsbruck und dem vierten Rang in der Gesamtwertung. Bei der Vierschanzentournee 1973/74 wurde er Achter.
Seine größten Erfolge konnte Wosipiwo jedoch bei Skiflug-Weltmeisterschaften feiern. 1972 belegte er in Planica den 2. Platz hinter Walter Steiner, aber vor Jiří Raška. 1975 am Kulm errang in der gleichen Disziplin nochmals den sechsten Platz. Am 9. März 1973 stellte er bei der Skiflug-WM in Oberstdorf auf der Heini-Klopfer-Skiflugschanze mit 169 Metern einen neuen Weltrekord auf. 1976 erreichte er bei der Skiflugwoche in Oberstdorf hinter Toni Innauer den zweiten Platz in der Gesamtwertung mit einer Bestweite von 166 Metern vor dem Österreicher Hans Wallner.
Auf Sprungschanzen ragen seine zweiten Plätze 1973 in Oberstdorf und 1974 bei den Weltmeisterschaften in Falun, beide Male hinter Hans-Georg Aschenbach, heraus.

## Erfolge

### Schanzenrekorde
| Ort        | Land        | Weite               | aufgestellt am | Rekord bis   |
| ---------- | ----------- | ------------------- | -------------- | ------------ |
| Oberstdorf | Deutschland | 161,0 m (HS: 225 m) | 8. März 1973   | 9. März 1973 |
| Oberstdorf | Deutschland | 169,0 m (HS: 225 m) | 9. März 1973   | 4. März 1976 |